# Populatie-inversie
Populatie-inversie is het verschijnsel dat in een volume materie meer atomen in aangeslagen toestanden verkeren dan in de grondtoestand. Populatie-inversie is een voorwaarde om laserlicht te verkrijgen.
Een atoom heeft verschillende energietoestanden. Hoe verder de elektronen van de kern verwijderd zijn, hoe hoger de energietoestand is. 
Wanneer het merendeel van de elektronen in een hogere energietoestand (dan in normale omstandigheden) is, noemt men dit populatie-inversie. Dit wordt gedefinieerd door N2 > N1 (waarbij N2 en N1 het aantal elektronen voorstelt die zich op energieniveau 1 en 2 bevinden, waarbij 2 een hoger energieniveau is dan 1).
Elektronen in een hogere energietoestand kunnen terugvallen naar de grondtoestand (= toestand in normale omstandigheden) en zenden daarbij een foton (een lichtdeeltje) uit (emissie) van een golflengte die precies wordt bepaald door het energieverschil tussen niveau 2 en de grondtoestand (niveau 1). Het is ook mogelijk dat een foton met precies deze golflengte een elektron geforceerd naar de grondtoestand laat vallen onder uitzending van een foton (gestimuleerde emissie). Het invallende en uitgezonden foton zijn exact in fase (coherent) en zij kunnen op hun beurt weer gestimuleerde emissie veroorzaken. Als het aantal elektronen in de aangeslagen toestand altijd hoger is dan dat in de grondtoestand, zal een vermeerdering van de fotonen plaatsvinden. Daarmee is populatie-inversie een voorwaarde om laserwerking te verkrijgen. 